# Nierembergia repens
Espèce
Classification APG III (2009)
Nierembergia repens est une espèce de plantes de la famille des Solanacées originaire d'Amérique du Sud.

## Position taxinomique
Hipólito Ruiz López & José Antonio Pavón ont décrit cette espèce comme le type du genre en 1799.
Cette espèce a plusieurs synonymes :
- Nierembergia rivularis Miers
- Nierembergia spathulata Kunth
- Nierembergia steubelii Hieron. ex Francey

## Description
Il s'agit d'une plante vivace tapissante, rampante et drageonnante. Ses tiges rameuses, rampantes et glabres, s'enracinent sur le sol.
Les feuilles sont oblongues, sessiles ou faiblement pédonculées, d'environ trois centimètres de long.
Les fleurs, blanches, teintées de rose ou de jaune au cœur, ont de 2,5 à 5 cm de diamètre. Le tube de la corolle est frêle et le calice cylindrique.
Nierembergia repens bénéficie d'une longue floraison estivale.
Cette espèce compte 16 chromosomes,

## Distribution
Nierembergia repens est originaire d'Amérique du Sud : Colombie, Équateur, Pérou, Argentine, Chili et Uruguay.

## Utilisation
Nierembergia repens est maintenant utilisée depuis plus d'un siècle comme plante ornementale en France, moins diffusée cependant que les pétunias.
De nombreux établissements horticoles la proposent, ainsi que des variétés horticoles comme Nierembergia repens 'Alba'.

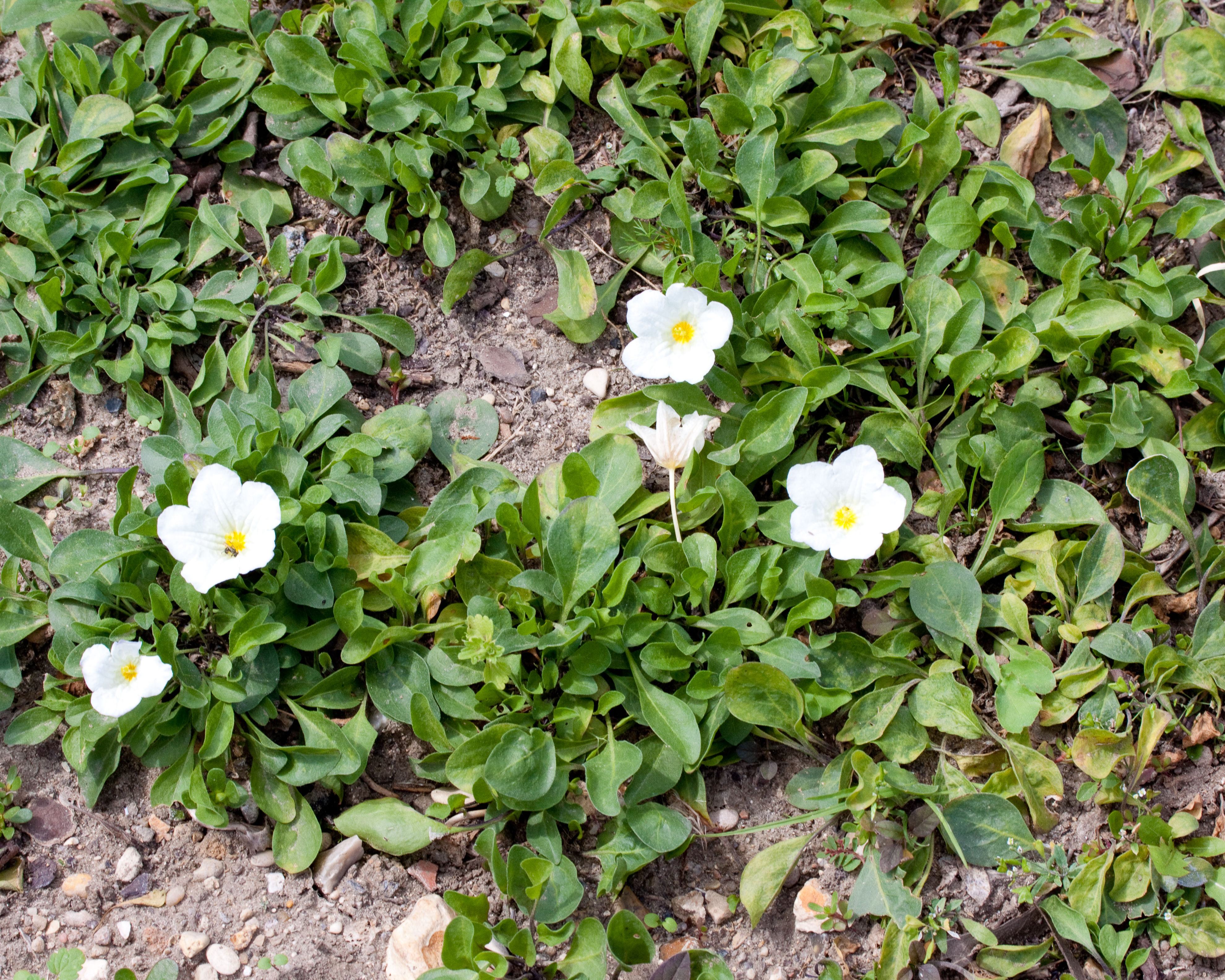
Floraison
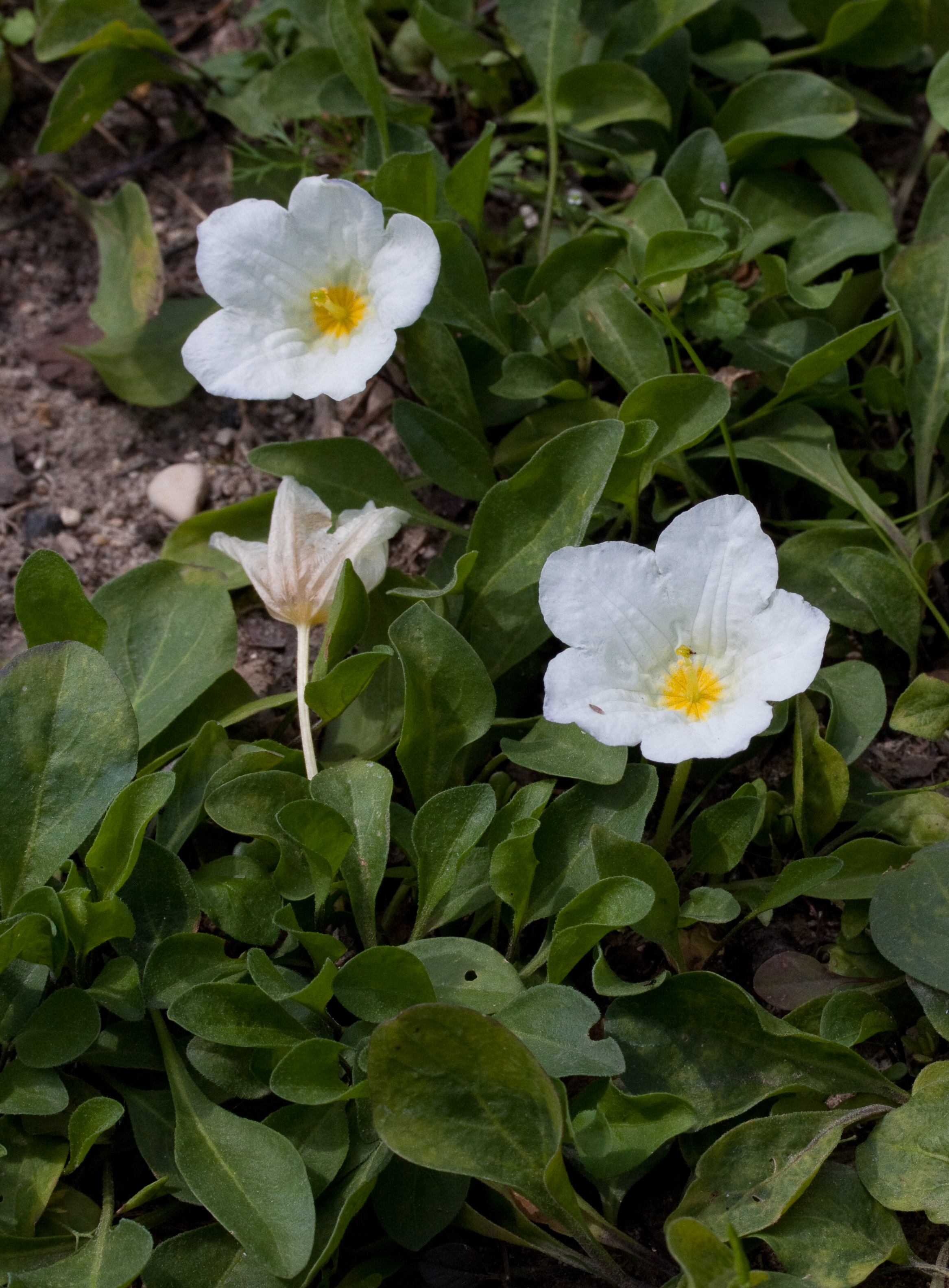
Fleurs
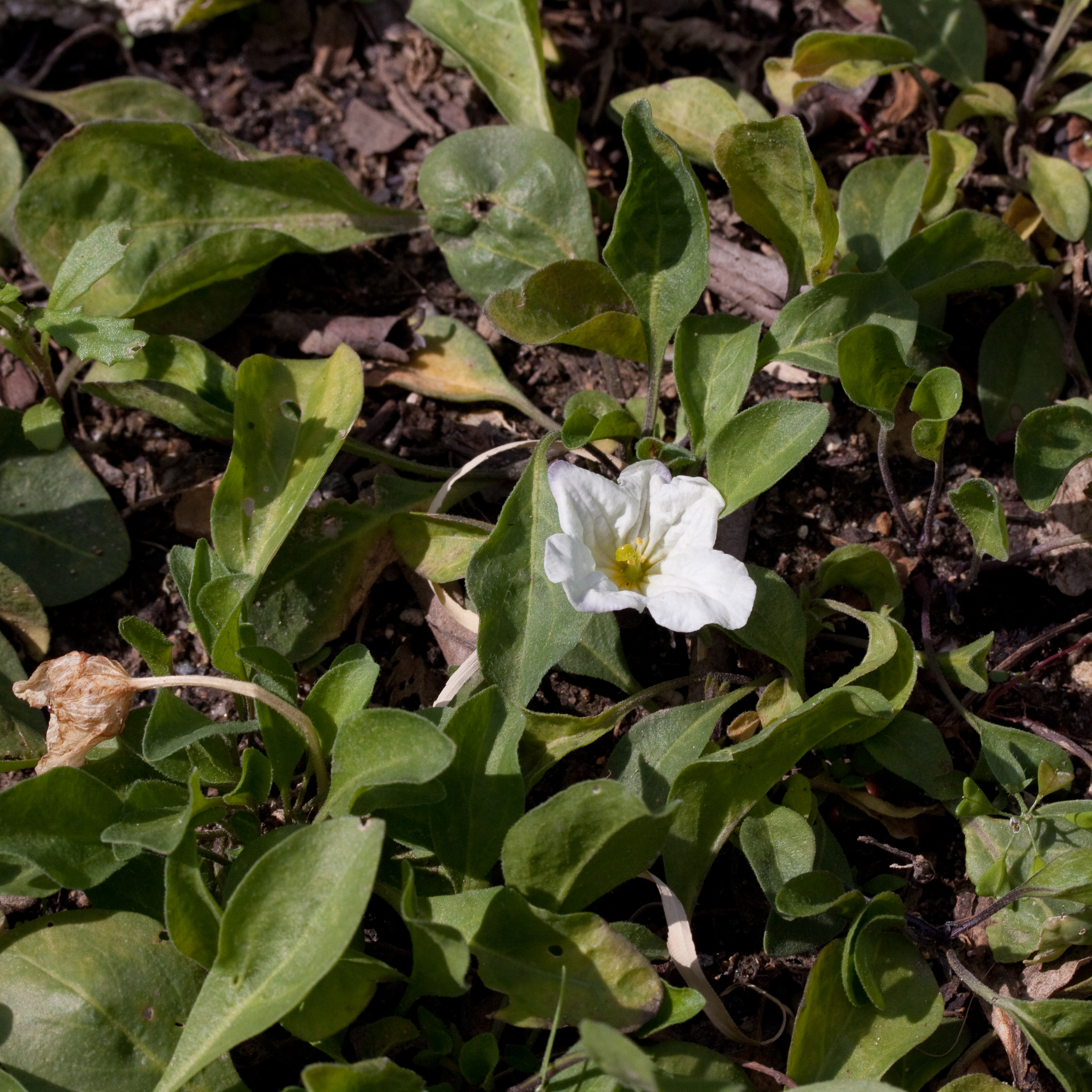
Fleur